# Re di Gianico
Il Re è un torrente della Val Camonica, in provincia di Brescia. È lungo 6 km e nasce dal Dosso Sparviero (1891 m s.l.m.).
La dicitura "di Gianico" è utilizzata solo per distinguerlo da altri torrenti dallo stesso nome, molto comune in Val Camonica.
Il torrente scorre a Nord-Est dell'abitato di Gianico, in massima parte nel comune di Darfo Boario Terme(ove è anche noto come Re di Fucine). La strada, che lo fiancheggia, segna in molti tratti il confine con Darfo Boario Terme.
Nel 1907 il sindaco di Darfo ne chiedeva la captazione a fini idroelettrici.